# WWE Studios
WWE Studios, gegründet im Jahr 2002 als WWE Films, ist eine in Los Angeles, USA angesiedelte Filmproduktionsgesellschaft. Sie ist eine Tochterfirma des Unterhaltungsunternehmens WWE.

## Geschichte
WWE Studios war an drei Filmen (The Scorpion King, Welcome to the Jungle und Walking Tall – Auf eigene Faust) als Co-Produzent beteiligt. Weiterhin hat WWE Studios drei weitere Filme (See No Evil, The Marine und Die Todeskandidaten) als unabhängiger Filmproduzent produziert. Stone Cold Steve Austin ist bei WWE Studios unter Vertrag, um in drei WWE-Filmen mitzuspielen.
Vor der Entstehung von WWE Films hat die WWE bereits im Jahr 1989 den Spielfilm No Holds Barred mit Hulk Hogan produziert.
Im Jahr 2006 wurde beschlossen, die Anzahl und Auswahl der Projekte auszuweiten, indem man sich auf Fernsehfilme und Direct-to-DVD-Produktion Filme, sowie auf weitere Medienplattformen konzentriert.
WWE Films wurde am 21. Juli 2008 in WWE Studios umbenannt, um die weitergehende Expansion der WWE-Tochtergesellschaft unter einem neuen Namen deutlich zu machen.

## Liste der Filme und Serien

### Als Co-Produzenten
- 2002: The Scorpion King – mit The Rock
- 2003: Welcome to the Jungle – mit The Rock
- 2004: Walking Tall – Auf eigene Faust – mit The Rock
- 2009: Behind Enemy Lines: Columbia – mit Mr. Kennedy[2]
- 2017: Könige der Wellen 2-Wave Mania (Surfs up 2-Wave Maniy) – mit John Cena, The Undertaker, Vince McMahon, Paige, Triple H, Michael Cole

### Als alleinige Produzenten
- 2004: The Mania of WrestleMania – starring: Liste WWE Roster
- 2006: See No Evil – mit Kane
- 2006: The Marine – mit John Cena
- 2007: Die Todeskandidaten – mit Stone Cold Steve Austin
- 2008: Journey of Death – mit Triple H
- 2009: Zwölf Runden (12 Rounds) – mit John Cena
- 2009: The Marine 2 – mit Ted DiBiase Jr.[2]
- 2010: Legendary – In jedem steckt ein Held – mit John Cena
- 2010: Knucklehead – mit Big Show[2]
- 2011: The Chaperone – Der etwas andere Aufpasser – mit Triple H
- 2011: Thats What I Am – mit Randy Orton
- 2011: Faster – mit The Rock
- 2011: Inside out – mit Triple H
- 2011: The Reunion – mit John Cena
- 2012: Bending the Rules – mit Edge
- 2012: No One Lives – mit Brodus Clay
- 2012: The Marine 3 – mit The Miz[3]
- 2013: 12 Rounds: Reloaded – mit Randy Orton[4][5]
- 2014: Versprochen ist versprochen 2 (Jingle All the Way 2) – mit Santino Marella
- 2014: See No Evil 2 – mit Kane
- 2015: The Marine 4 – mit The Miz
- 2015: The Condemned 2 – mit Randy Orton
- 2015: 12 Rounds 3 Lockdown – mit Dean Ambrose
- 2016: Countdown – Ein Cop sieht rot (Countdown) – mit Dolph Ziggler und Glenn Jacobs
- 2016: Interrogation – Deine Zeit läuft ab! (Interrogation) – mit Edge und Lana
- 2017: The Marine 5 – Battleground – mit The Miz
- 2018: The Marine 6 – Close Quarters – mit The Miz
- 2020: Mein WWE Main Event (The Main Event)
- 2020: The Big Show Show für Netflix – Sitcom mit Big Show

## Einnahmen
| Film                | Veröffentlichungsdatum | Box Office Einnahmen | Box Office Einnahmen | Box Office Einnahmen | Box Office Rang    | Quelle |
| Film                | Veröffentlichungsdatum | USA                  | außerhalb der USA    | Weltweit             | Vereinigte Staaten | Quelle |
| ------------------- | ---------------------- | -------------------- | -------------------- | -------------------- | ------------------ | ------ |
| See No Evil         | 19. Mai 2006           | $15,032,800          | $3,175,768           | $18,208,568          | #6                 | [ 6 ]  |
| The Marine          | 13. Oktober 2006       | $18,844,784          | $3,317,174           | $22,161,958          | #6                 | [ 7 ]  |
| Die Todeskandidaten | 27. April 2007         | $7,371,706           | $1,008,741           | $8,380,447           | #9                 | [ 8 ]  |
| Zwölf Runden        | 27. März 2009          | $12,015,102          | $3,424,217           | $15,439,319          | #7                 | [ 9 ]  |

## Rental performance
| Film                | Veröffentlichungsdatum | Video Vertrieb | Einnahmen        | Quelle |
| ------------------- | ---------------------- | -------------- | ---------------- | ------ |
| See No Evil         | 28. November 2006      | Lionsgate      | $16.49 Millionen | [ 10 ] |
| The Marine          | 30. Januar 2007        | Fox            | $30.53 Millionen | [ 11 ] |
| Die Todeskandidaten | 18. September 2007     | Lionsgate      | $22.30 Millionen | [ 12 ] |